# Wzgórza Skrzypińskie
Wzgórza Skrzypińskie – jeden z pięciu mikroregionów należących do mezoregionu o indeksie 318.44 – Wzgórza Trzebnickie (według regionalizacji fizycznogeograficznej opracowanej przez Jerzego Kondrackiego), należących do makroregionu o indeksie 318.4 – Wał Trzebnicki. Wymienione jednostki należą do prowincji o indeksie 31 – Niż Środkowoeuropejski, a w jego obrębie do podprowincji o indeksie 318 – Niziny Środkowopolskie. Ma on przypisany w tej regionalizacji indeks 318.443.
Mikroregion ten położony jest pomiędzy mikroregionem Grzbietu Trzebnickiego (indeks 318.444) będącego równoleżnikową, najbardziej zwartą część Wzgórz Trzebnickich, a mikroregionem Obniżenia Pełczyńskiego (indeks 318.442), które oddziela te wzniesienia od Wzgórz Wińskich (indeks 318.441). Same Wzgórza Skrzypińskie mają przebieg zbliżony do kierunku południkowego. Ich wysokość bezwzględna jest mniejsza niż sąsiedniego Grzbietu Trzebnickiego, bowiem wierzchołek najwyższego ich wzniesienia sięga 187,0 m n.p.m..